# Crying Fist
Crying Fist (koreanska: 주먹이, Jumeogi unda) är en sydkoreansk långfilm från 2005 i regi av Seung-wan Ryoo, med Choi Min-sik, Ryu Seung-beom, Ahn Kil-Kang och Bae Jeong-ah i rollerna.

## Handling
Boxaren Tae-shik vann en gång en silvermedalj i boxing vid de asiatiska spelen. Men hans fru har lämnat honom och skulddrivarna jagar honom. Numera är han inte mer än en mänsklig boxningspåse på gatorna. Under tiden sätts den unge Sang-hwan i fängelset. Båda männen försöker vända livet med hjälp av boxningen, i jakten på en amatörtitel. Snart möts dom i ringen, men deras riktiga motståndare är de själva.

## Rollista
| Choi Min-sik   | – Kang Tae-shik     |
| Ryu Seung-beom | – Yu Sang-hwan      |
| Im Won-hee     | – Won-tae           |
| Byeon Hee-bong | – Sang-hwans coach  |
| Na Moon-hee    | – Sang-hwans farmor |
| Gi Ju-bong     | – Sang-hwans pappa  |
| Chun Ho-jin    | – Sang-chul         |
| Ahn Gil-kang   | – vaktchef          |
| Kim Soo-hyun   |                     |
| Oh Dal-su      | – Yong-dae          |
| Seo Hye-rin    | – Sun-ju            |
| Lee Joon-gu    |                     |
| Kim Young-in   |                     |
| Park Joo-ah    |                     |
| Kim Byung-ok   | – detektiv          |